# Sven Nys
Sven Nys (psáno též Sven Nijs, * 17. června 1976, Bonheiden) je belgický cyklokrosař, dvojnásobný mistr světa a sedminásobný vítěz světového poháru.
V roce 2005 v Sankt Wendelu vyhrál Mistrovství světa v cyklokrosu mužů. Svůj druhý titul mistra světa získal 2. února 2013 v americkém městě Louisville, když za mimořádně nepříznivých povětrnostních podmínek ve finiši porazil svého krajana Klaase Vantornouta o dvě sekundy.
Je osminásobným mistrem Belgie a sedminásobným vítězem Světového poháru. V roce 2008 byl zvolen belgickým sportovcem roku.
Věnuje se také závodům na horském kole, v letech 2005 a 2007 vyhrál národní šampionát a na olympiádě v Pekingu skončil na devátém místě.
S manželkou a synem bydlí v obci Baal nedaleko Tremelo, proto má přezdívku Kanibaal van Baal.

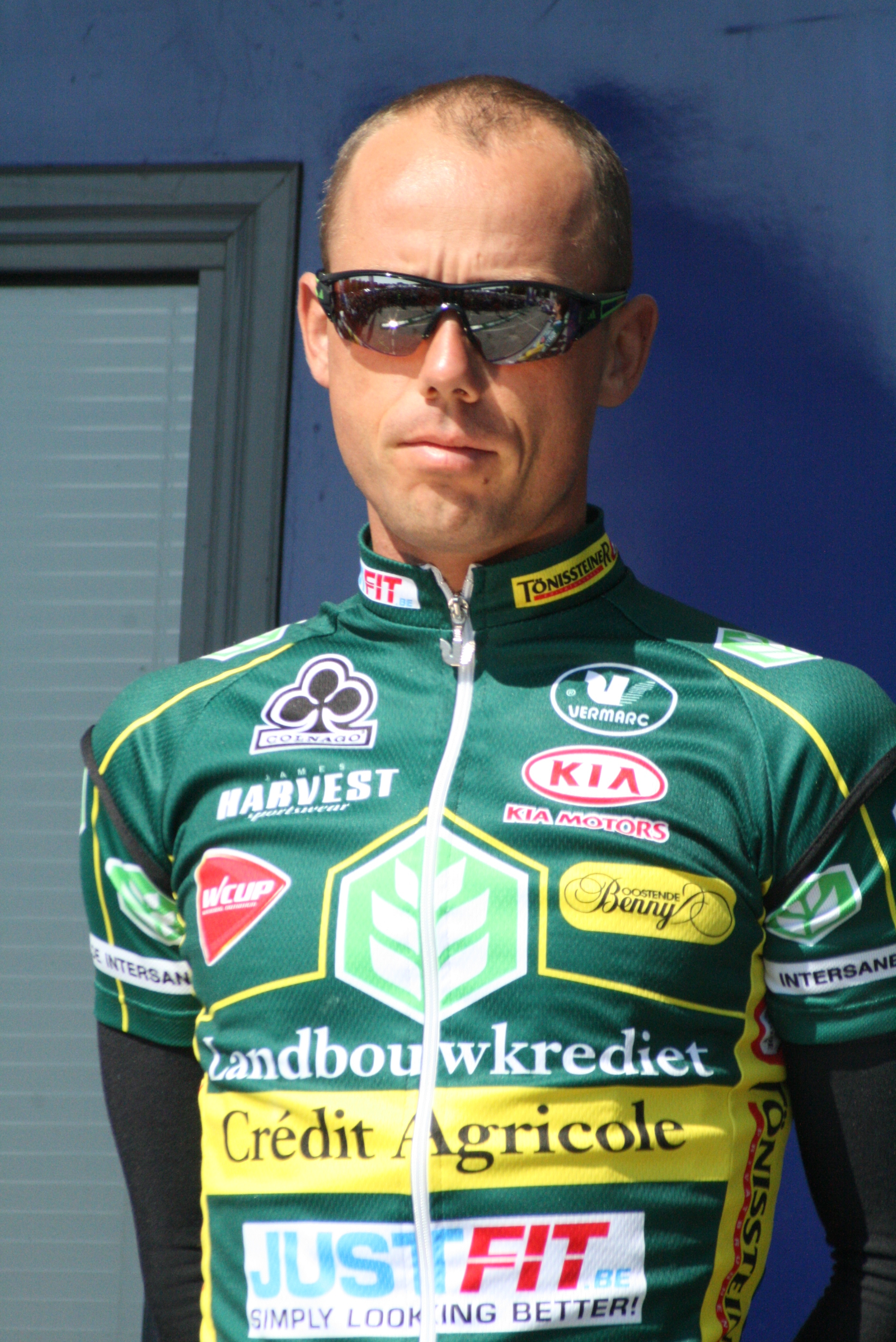
Sven Nys